# Demeter Márton
Demeter Márton (? – 1741. október 27.) magyar kanonok, gyulafehérvári nagyprépost, egyházi író.

## Élete
Mikes Mihály udvari papja s annak moldvai és havasalföldi vándorlásaiban hű követője volt. A Rákóczi-szabadságharcról, a fejedelem marosvásárhelyi beiktatásáról, melyen mint szemtanú jelen volt, a katolikus vallás ügyeiről s Mikes Kelemennel tett utazásairól naplót vezetett.
1709-ben katolikus hitre térítette az unitárius Kolosvári Pált, II. Rákóczi Ferenc titkárát. 1724-ben a Kolozsvárra visszatelepülő minoritáknak adta a Szent Péter és Szent Pál apostolok tiszteletére épített hóstáti templomot.
Antalfi János erdélyi katolikus püspök halála után az Erdélyi Római Katolikus Státus által összehívott püspökjelölő gyűlésen ő kapta a legtöbb szavazatot (38), de III. Károly magyar király a legkevesebb szavazatot (7) elérő Sorger Györgyöt nevezte ki a tisztségre.
Ő építtette ki a gyulafehérvári érseki székesegyház sekrestyéjét barokk stílusban (1730). Anyagilag támogatta a brassói ferences templom berendezését.

## Munkái
- A szent háromságnak, azaz az atyának, és fiúnak, és szent léleknek, három valóságos isteni személyeknek egy igaz, örök és egyenlő istenségekről való… egyedül üdvességes hiti, vallása, és tudománya…, Kolozsvár, 1732 (Pennalota jezsuita nyomán; a Bartók János által írt unitárius hitvallás cáfolata)[6]
- Levele gr. Kornis Antal kamarás hunyadmegyei főispánhoz Gyulafehérvárról 1736. jún. 23. a Tört. Lapokban (II. 1875. 15. sz.) jelent meg.